# Soncu ni verjeti
'Soncu ni verjeti' je vojni roman Vasje Ocvirka. Izšel je leta 1960 pri koprski založbi Lipa. To je zaključni del trilogije o partizanskem delovanju na Dolenjskem do leta 1943. Roman je iz 23 poglavij, poleg tega  ima še uvod in zaključek. Obsega 87.000 besed.
"Marsikdo ne vé, da se sonce tu

in tam skrije za oblake samo zato,

da bi potem še močneje posijalo

na tiste, ki dvomijo v njegovo

poslanstvo - razvedrjevanja vsega

stvarstva."

(Pesem z naslovne strani romana.)

## Zgodba
V zgodnji pomladi leta 1942 so izpred Krimske jame partizani krenili na pot proti Kočevskemu Rogu. Partizan Keber na straži naleti na Zidorja, dečka iz bližnje vasi. Italijani zažgejo vas, v kateri se zadržujejo partizani. Zidor se zateče v cerkev. Pridruži se mu neznanec, ki se predstavi kot Mišji Mohor in za katerega nezaupljivi Zidor ugotovi, da je partizan. Odpravita se v gozd, kjer se skriva partizanska patrulja.
Komandir in komisar zaslišujeta Mohorja, ki bi se rad pridružil partizanom. Sprejmejo ga medse, prav tako tudi Zidorja. Na čistini so partizani napadeni. Ko se streljanje umiri, ugotovijo, da sta Zidor in Cafuta izginila.
Cafuta sedi ob potoku in opazuje italijansko patruljo, ki nabira po hišah pridelke. Zraven čepi Zidor, ki se spomni, da pozna Cafuto že od prej. Kmalu se spomni, da so ga žandarji v njegovi vasi prijeli zaradi roparskega umora. Cafuta zagrozi Zidorju, naj molči o njegovi preteklosti.
Italijani streljajo na tri partizane. Mokarja ranijo in zato ga druga dva neseta v bližnjo hišo, v kateri Cafuta izsiljuje lastnika Mozolja za hrano. Zidor straži zunaj. Cafuta starega Mozolja pretepe, zato Zidor nanj strelja. Cafuta ranjen pade na tla, vstopijo partizani z ranjenim Mokarjem. Medtem Cafuta pobegne. Mokarja partizani pustijo pri Mozolju, sami pa se odpravijo nazaj v logor. 
Cafuta se vrne v hišo starega Mozolja, sedaj s četo italijanskih vojakov, kateri se je pridružil. Hišo oropajo, pobijejo mu kokoši, Cafuta ga zopet pretepe in se spomni, da je Mozolj v svoji hiši skrival partizana. Starček jim noče povedati, kje se partizan skriva, zato Italijani skušajo požgati hišo. To opazuje partizanska četa, ki požig prepreči. 
Nadaljujejo pohod proti Kočevskemu Rogu. V daljavi opazijo tujca, počakajo, da pride blizu, in ga obkolijo. Zidor v njem prepozna dezerterja Cafuto. Iz opazovalnice pride Lojze, ki pove, da po cesti prodira močna laška vojska.
Kmalu spet pride do spopada, partizani se pred Italijani umaknejo v gozd. Zidor in Mohor ležita v kotanji in opazita, da se je po dolgem času prikazalo sonce. Zidor vstane, ravno tedaj pa nekdo strelja. Mrtev se zgrudi na tla. 
Mesec kasneje fanta pokopljejo v bližini stalnega taborišča Krišpinove čete. Krišpin se od Zidorja poslovi z žalostjo, ker ga ne bo, ko bodo ustvarili prvo svobodno slovensko ozemlje. 
Čez mesec se Krišpinove besede uresničijo; s 1. majem zaropota, partizanske patrulje se okrepijo in osvobodijo znatne dele slovenskega ozemlja.

## Kritike, literarna zgodovina
"Roman je običajno partizansko delo, večkrat zgrajen na dokumentiranih dogodkih, napisan precej površno in v ohlapnem jeziku." (Debeljak 1963)
"Delo je prej reportaža kakor roman. Zgodba je precej napeta, značaji so podani iz dejanja in dialogov, jezik pa je šibek." (Meddobje = Entresiglo 6/3–4 (1961))
"Izrecna psihološka analiza ga ne zanima, če ni zvezana z zanimivo, učinkovito zgodbo, dejanje gradi z dialogom, ki ni samo dramatično razčiščevalen, marveč pogosto teži v komične, jezikovno žargonsko uglašene učinke. To pripoved izrazito povnanji, razbremeni, tako da tudi psihološko napetost povečini nadomešča zgodbena dramatičnost." (Slovenska književnost 1945–1965)